# Gouvernorat de Jéricho
Pour les articles homonymes, voir Jéricho (homonymie).
Le gouvernorat de Jéricho est un gouvernorat de la Palestine.

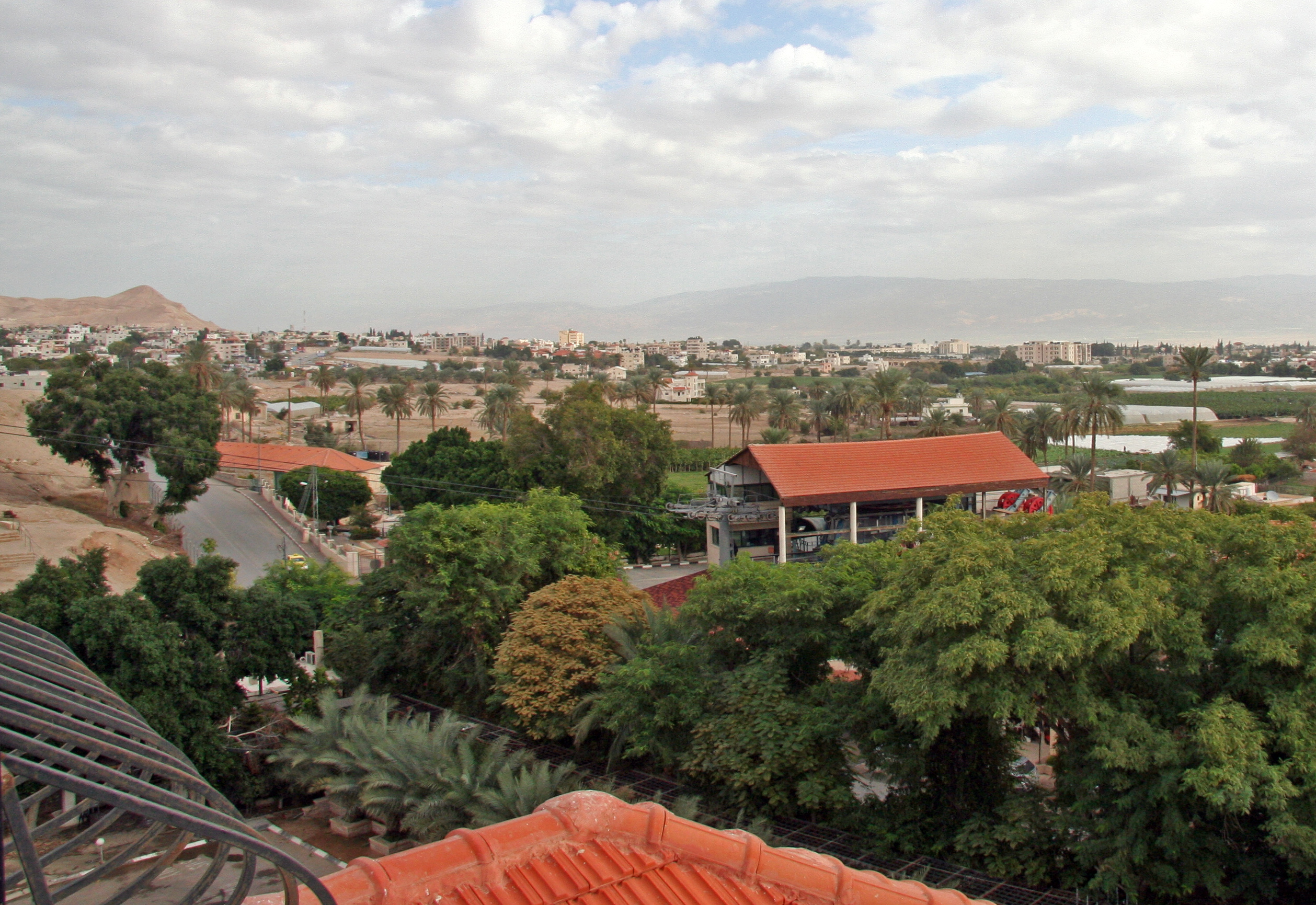
Jericho